# Cuscuta gronovii
Cuscuta gronovii är en vindeväxtart som beskrevs av Carl Ludwig von Willdenow. Enligt Catalogue of Life ingår Cuscuta gronovii i släktet snärjor, och familjen vindeväxter, men enligt Dyntaxa är tillhörigheten istället släktet snärjor, och familjen vindeväxter. Arten förekommer tillfälligt i Sverige, men reproducerar sig inte. Utöver nominatformen finns också underarten C. g. calyptrata.

## Bildgalleri

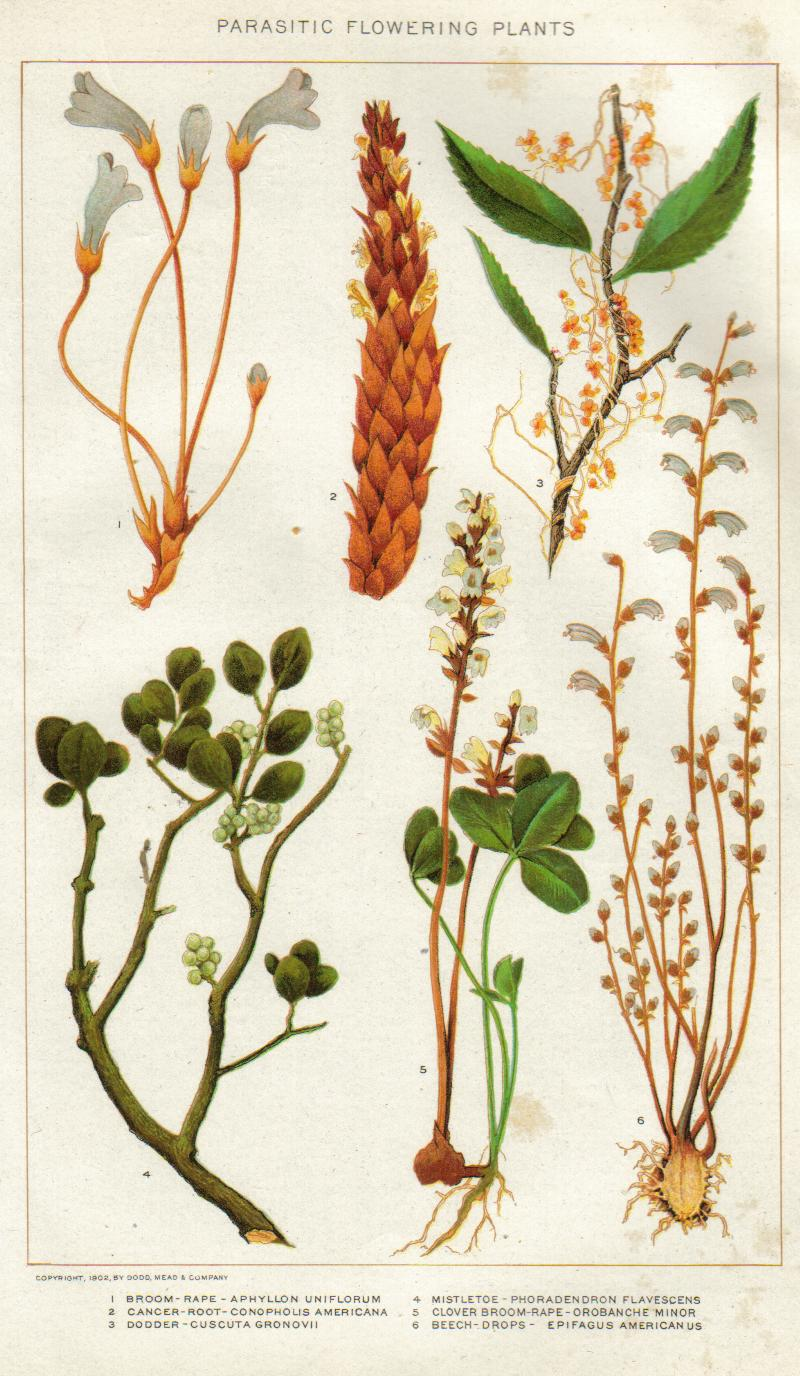
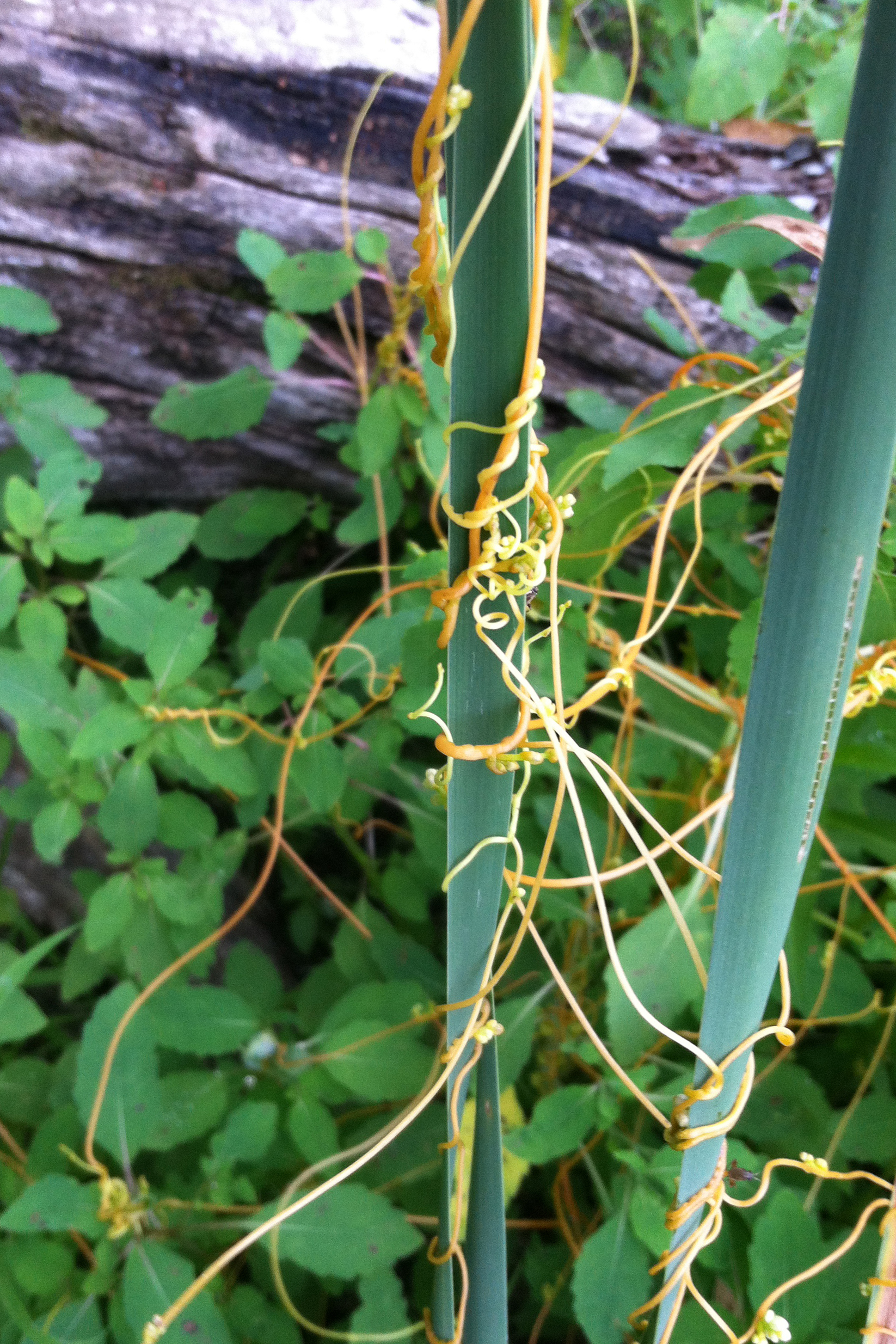
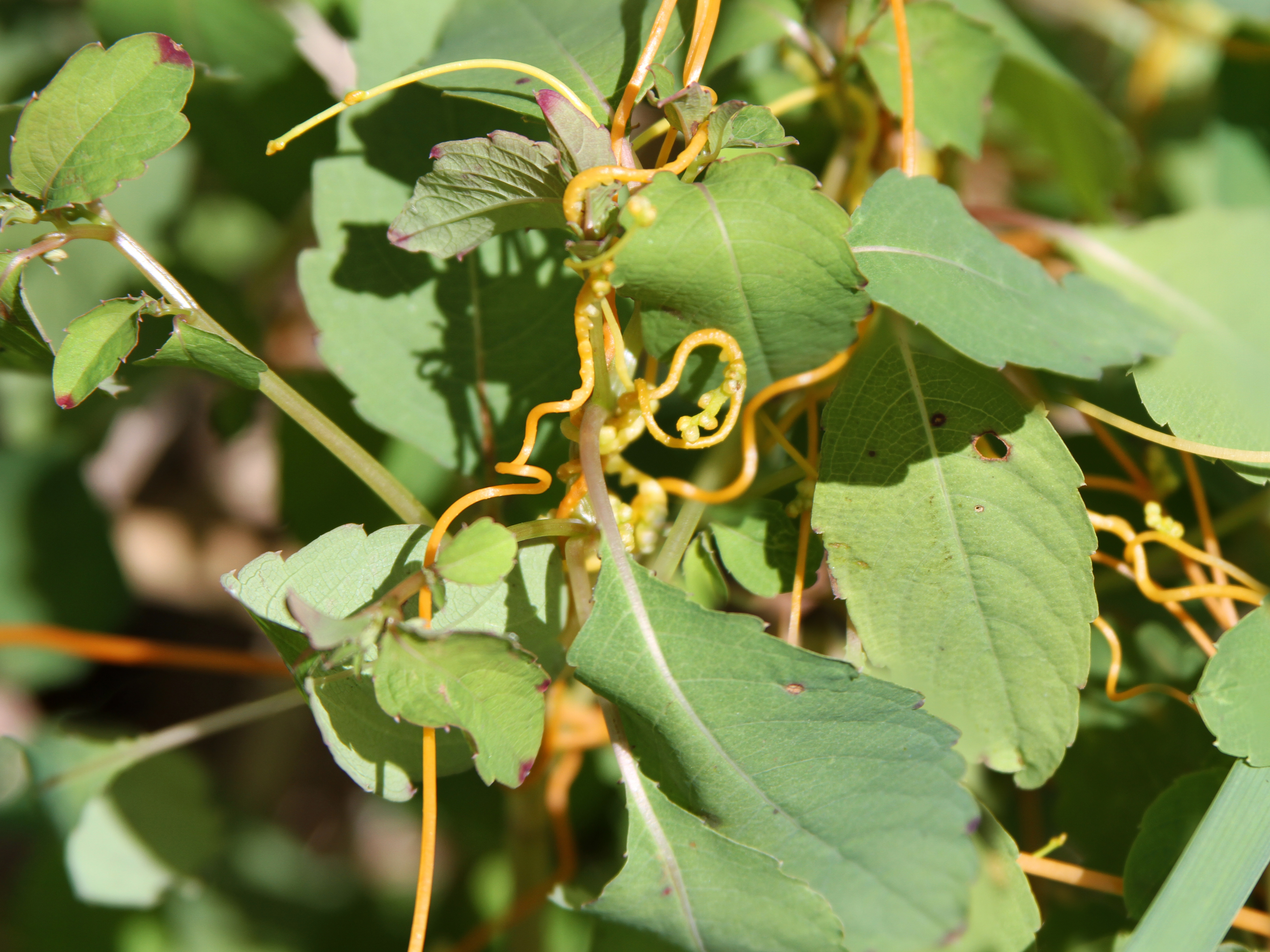